# اریک فون د پوله
اریک فون د پوله (به انگلیسی: Eric van de Poele) (زادهٔ ۳۰ سپتامبر ۱۹۶۱ در ورویه، لیژ) رانندهٔ مسابقات اتومبیل‌رانی، و رانندهٔ سابق مسابقات فرمول یک اهل بلژیک است. او از ۱۰ مارس ۱۹۹۱ در ۲۹ گراند پری مسابقات قهرمانی فرمول یک شرکت کرده‌است. او در این مسابقات امتیازی کسب نکرد، و ۲۴ بار از راه یافتن به صف شروع مسابقه جا ماند.